# Vùng của Kyrgyzstan
Kyrgyzstan được chia thành bảy vùng  (số ít: област - oblast, số nhiều: областтар - oblasttar). Thủ đô Bishkek là một thành phố độc lập (shaar), song cũng là thủ phủ của vùng Chuy. Osh cũng có vị thế shaar.
| No. | Tên               | Tiếng Kyrgyz                        | Tiếng Nga                                         | ISO   | Thủ phủ    | Diện tích (km²) | Dân số (1999) | Dân số (2009) | Dân số (2015) |
| --- | ----------------- | ----------------------------------- | ------------------------------------------------- | ----- | ---------- | --------------- | ------------- | ------------- | ------------- |
| 1   | Thành phố Bishkek | Бишкек шаар Bişkek şaar             | Город Бишкек Gorod Bishkek                        | KG-GB | Bishkek    | 170             | 787.700       | 865.100       | 937.400       |
| 2   | Vùng Batken       | Баткен областы Batken oblastı       | Баткенская область Batkenskaya oblast′            | KG-B  | Batken     | 17.048          | 380.200       | 380.300       | 480.700       |
| 3   | Vùng Chuy         | Чүй областы Çüy oblastı             | Чуйская область Chuyskaya oblast′                 | KG-C  | Bishkek    | 19.895          | 772.200       | 790.500       | 870.300       |
| 4   | Vùng Jalal-Abad   | Жалалабат областы Jalalabat oblastı | Джалал-Абадская область Dzhalal-Abadskaya oblast′ | KG-J  | Jalal-Abad | 32.418          | 869.500       | 938.600       | 1.122.400     |
| 5   | Vùng Naryn        | Нарын областы Narın oblastı         | Нарынская область Narynskaya oblast′              | KG-N  | Naryn      | 44.160          | 248.700       | 245.300       | 264.900       |
| 6   | Osh               | Ош областы Oş oblastı               | Ошская область Oshskaya oblast′                   | KG-O  | Osh        | 28.934          | 940.600       | 1.000.000     | 1.228.400     |
| 7   | Vùng Talas        | Талас областы Talas oblastı         | Таласская область Talasskaya oblast′              | KG-T  | Talas      | 13.406          | 200.300       | 219.600       | 247.200       |
| 8   | Vùng Issyk Kul    | Ысык-Көл областы Isık-Köl oblastı   | Иссык-Кульская область Issyk-Kulskaya oblast′     | KG-Y  | Karakol    | 43.735          | 415.500       | 425.100       | 463.900       |
| 9   | Thành phố Osh     | Ош шаар Oş şaar                     | Город Ош Gorod Osh                                | KG-GO | Osh        | 183             | 236.000       | 243.200       | 270.300       |

Mỗi vùng được chia tiếp thành các huyện (raion), do các quan chức được chính phủ bổ nhiệm cai quản. Các cộng đồng nông thôn (aiyl okmotus) gồm đến hai mươi khu dân cư nhỏ, có chủ tịch và hội đồng dân cử.